# Герб Грузинской ССР
Герб Грузинской ССР (груз. საქართველოს საბჭოთა სოციალისტური რესპუბლიკის გერბი) — республиканский символ Грузинской ССР. Разработан художниками Е. Е. Лансере и И. А. Шарлеманем. Утверждён 20 мая 1921 года Декретом Ревкома ССР Грузии.

## Описание
Государственный герб Грузинской ССР состоит из круглого красного поля, в верхней части которого изображена светящаяся пятиконечная звезда с простирающимися по всему полю лучами. Внизу — снежный хребет голубого цвета. На правой стороне — золотые колосья и на левой — золотые лозы с виноградными гроздьями. Концы колосьев и лоз переплетены между собой у основания хребта в нижней части поля. Большую часть середины занимает изображение золотого серпа и молота, которые упираются в светящуюся звезду, внизу — в вершину хребта, а по бокам — в колосья и лозы. Вокруг поля помещена надпись на грузинском и русском языках: «Пролетарии всех стран, соединяйтесь!». Герб окаймлён вокруг узором из орнаментов в грузинском стиле.

## История герба
20 мая 1921 года Ревком ССРГ принял декрет «О гербе и флаге Социалистической Советской Республики Грузии»:
Ввиду установления с 25 февраля 1921 года Советской власти, то есть диктатуры трудящихся, Революционный Комитет Социалистической Советской Республики Грузии объявляет упраздненными навсегда все эмблемы буржуазного строя, каковыми были трехцветный флаг и старый герб и постановляет:

…2. Утвердить герб Социалистической Советской Республики Грузии следующего образца: круглое красное поле, в верхней части которого изображена светящаяся пятиконечная звезда с простирающимися по всему полю лучами; внизу — снежный хребет голубого и фиолетового цвета, на правой стороне — золотые хлебные колосья и на левой — золотые лозы с виноградными гроздьями. Концы колосьев и лоз переплетены между собой у основания хребта, в нижней части поля. Большую часть середины поля занимают изображения золотого серпа и молота, которые упираются вверху в светящуюся звезду, внизу — в вершины хребта, а по бокам — в колосья и лозы. Вокруг поля помещена надпись на трёх языках — грузинском, русском и французском: «Пролетарии всех стран, соединяйтесь!»

Герб окаймлён узором из орнаментов в грузинском стиле.
По Конституции ССР Грузии, принятой I Всегрузинским съездом Советов 28 февраля 1922 года, герб остался без изменений.
В конституции Грузинской ССР 1937 года её герб был описан следующим образом:

Герб … состоит из круглого красного поля, в верхней части которого изображена светящаяся пятиконечная звезда с простирающимися по всему полю лучами, внизу — снежный хребет голубого цвета; на правой стороне — золотые колосья и на левой — золотые лозы с виноградными гроздьями. Концы колосьев и лоз переплетены между собой у основания хребта в нижней части поля. Большую часть середины занимают изображения золотого серпа и молота, которые упираются: вверху — в светящуюся звезду, внизу — в вершину хребта, а по бокам в колосья и лозы. Вокруг поля помещена надпись на двух языках — грузинском и русском: «Пролетарии всех стран, соединяйтесь!». Герб окаймлён вокруг узором из орнаментов в грузинском стиле.
15 апреля 1978 года Верховный Совет Грузинской ССР принял новую Конституцию (Основной Закон) Грузинской ССР, а 18 июня 1981 года — новую редакцию Положения о Государственном гербе Грузинской ССР, в графическом приложении к которому было установлено добавление в герб аббревиатуры «ГССР» на грузинском языке («საქ. სსრ»).

Изображения герба на банкнотах ССР Грузии 1921—1922 гг.
Герб 1921—1936 гг.
Герб 1936—1937 гг.
Герб 1937—1978 гг.
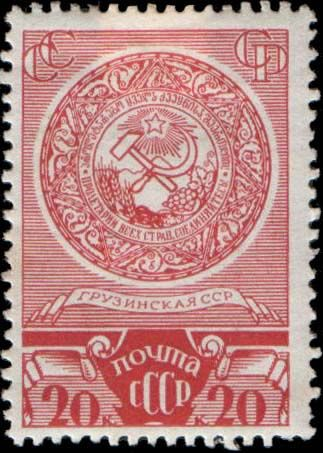
Изображения герба на почтовой марке СССР, 1938 год

14 ноября 1990 года Верховный Совет Грузинской ССР принял закон Республики Грузия «Об объявлении переходного периода в Республике Грузия», которым были внесены изменения в Конституцию (Основной Закон) Грузинской ССР, в том числе были отменены её герб и флаг и восстановлена символика Грузинской демократической республики.